# Media armónica

Construcción geométrica para hallar las medias aritmética (A), cuadrática (Q), geométrica (G) y armónica (H) de dos números a y b.

La media armónica (designada usualmente mediante H) de una cantidad finita de números es igual al recíproco, o inverso, de la media aritmética de los recíprocos de dichos valores y es recomendada para promediar velocidades.
Así, dados n números x1, x2, ... , xn la media armónica será igual a:

{\displaystyle {H}={\frac {n}{\sum _{i=1}^{n}{\cfrac {1}{x_{i}}}}}={\frac {n}{{\cfrac {1}{x_{1}}}+\cdots +{\cfrac {1}{x_{n}}}}}}

La media armónica resulta poco influida por la existencia de determinados valores mucho más grandes que el conjunto de los otros, siendo en cambio sensible a valores mucho más pequeños que el conjunto.
La media armónica no está definida en el caso de que exista algún valor nulo.

## Características
1. La inversa de la media armónica es la media aritmética de los inversos de los valores de la variable.
2. Siempre se puede pasar de una media armónica a una media aritmética transformando adecuadamente los datos.
3. La media armónica siempre es menor o igual que la media aritmética, ya que para cualquier número real positivo {\displaystyle x_{i}>0}:

{\displaystyle {\frac {n}{{\cfrac {1}{x_{1}}}+\dots +{\cfrac {1}{x_{n}}}}}\leq {\frac {x_{1}+\dots +x_{n}}{n}}}

### Ventaja
- Considera todos los valores de la distribución y en ciertos casos, es más representativa que la media aritmética.

### Desventajas
- La influencia de los valores pequeños y el hecho de que no pueda ser determinada en distribuciones con valores iguales a cero; por eso su empleo no es aconsejable en distribuciones donde existan valores muy pequeños.

Suele ser empleada para promediar velocidades, tiempos, rendimientos, etc.

## Curiosidades
La media armónica surge de manera natural al calcular el índice de Paasche, uno de los números índice más comunes. Considérese una serie temporal {\displaystyle p_{1,t}q_{1,t}+\cdots +p_{n,t}q_{n,t}} que resulta de agregar el valor nominal de la producción o el gasto {\displaystyle p_{i,t}q_{i,t}} en {\displaystyle n} mercancías. Para aislar cambios en cantidades de cambios en precios el índice de Laspeyres fija los precios del periodo anterior y compara el gasto hoy con los precios de ayer al gasto de ayer
{\displaystyle L_{t}={\frac {\sum _{i=1}^{n}p_{i,t-1}q_{i,t}}{\sum _{i=1}^{n}p_{i,t-1}q_{i,t-1}}}=\sum _{i=1}^{n}{\frac {q_{i,t}}{q_{i,t-1}}}{\frac {p_{i,t-1}q_{i,t-1}}{\sum _{i=1}^{n}p_{i,t-1}q_{i,t-1}}}}
Al dejar los precios fijos, se interpreta que {\displaystyle L_{t}} sólo refleja cambios en cantidades o reales. También se puede observar que se trata de una media donde el cambio en la cantidad de la mercancía {\displaystyle i} aparece ponderada por el peso del gasto en esta mercancía sobre el gasto total.
El índice de Paasche, al revés, procede a dejar fijos los precios de hoy: compara el gasto hoy con el gasto de ayer si hubieran prevalecido los precios de hoy.
{\displaystyle P_{t}={\frac {\sum _{i=1}^{n}p_{i,t}q_{i,t}}{\sum _{i=1}^{n}p_{i,t}q_{i,t-1}}}.}
De esta definición no podemos obtener una media ponderada como antes. Sin embargo, si se considera la fórmula invertida ocurre que 
{\displaystyle {\frac {1}{P_{t}}}={\frac {\sum _{i=1}^{n}p_{i,t}q_{i,t-1}}{\sum _{i=1}^{n}p_{i,t}q_{i,t}}}=\sum _{i=1}^{n}{\frac {q_{i,t-1}}{q_{i,t}}}{\frac {p_{i,t}q_{i,t}}{\sum _{i=1}^{n}p_{i,t}q_{i,t}}}}
pero entonces
{\displaystyle P_{t}=\left(\sum _{i=1}^{n}{\frac {1}{\frac {q_{i,t}}{q_{i,t-1}}}}{\frac {p_{i,t}q_{i,t}}{\sum _{i=1}^{n}p_{i,t}q_{i,t}}}\right)^{-1}.}
Esto es, el índice de Paasche resulta ser la media armónica de los cambios en cantidades en cada una de las mercancías.